# Eilmarke

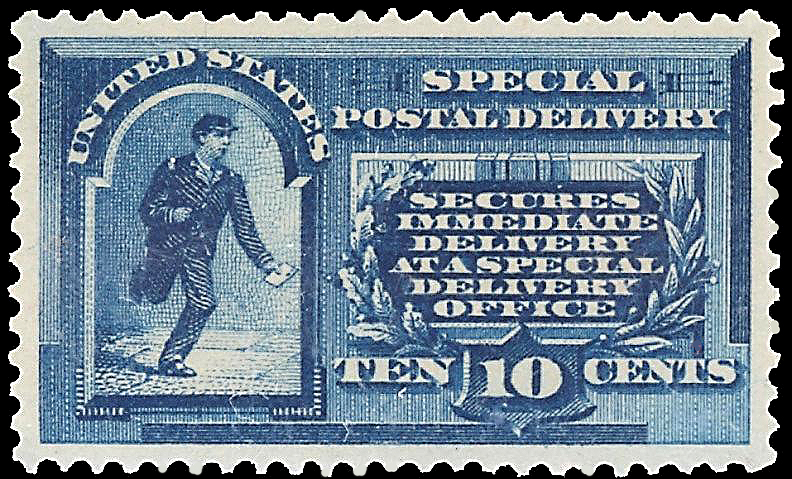
Erste Eilmarke der USA von 1885

Eilmarken bilden eine spezielle Gattung von Briefmarken, mit denen die Entrichtung einer Zusatzgebühr für die Eilzustellung nachgewiesen wird und die gleichzeitig der Kennzeichnung einer Sendung dienen. Die erste Marke dieser Art wurde am 1. Oktober 1885 in den USA ausgegeben. Zu Beginn des 20. Jahrhunderts hatten viele Länder derartige Marken eingeführt, die oft Zusteller mit für die jeweilige Zeit schnellen Verkehrsmitteln zeigen. Die Verwendung als Eilmarke ergibt sich aus Inschriften wie Special Delivery (USA), Espresso (z. B. Italien, San Marino, Vatikanstadt), Correos Expreso (Ecuador) oder Correspondencia Urgente (Spanien und Kolonien). Im deutschsprachigen Raum führte Österreich 1916 Eilmarken ein, die mit besonderen Aufdrucken auch in den im Ersten Weltkrieg besetzten Gebieten zur Verwendung kamen. Einige Länder schufen Unterarten der Eilmarke, beispielsweise spezielle Eilmarken für Auslandssendungen und Militärpost-Eilmarken.
Seit dem Weltpostkongress 1920 in Madrid müssen derartige Sendungen im internationalen Postverkehr mit einem roten Aufkleber mit der französischen Aufschrift »Exprès« (eine Übersetzung in die jeweilige Landessprache kann zusätzlich erfolgen, im Deutschen: Eilzustellung) gekennzeichnet sein. Durch die Einführung dieser Aufkleber entfiel der Kennzeichencharakter der Eilmarken, deren Ausgabe Ende der 1930er Jahre von den meisten Postverwaltungen eingestellt wurde. Spanien und Spanisch-Sahara verwendeten Eilmarken noch bis in die 1960er Jahre.

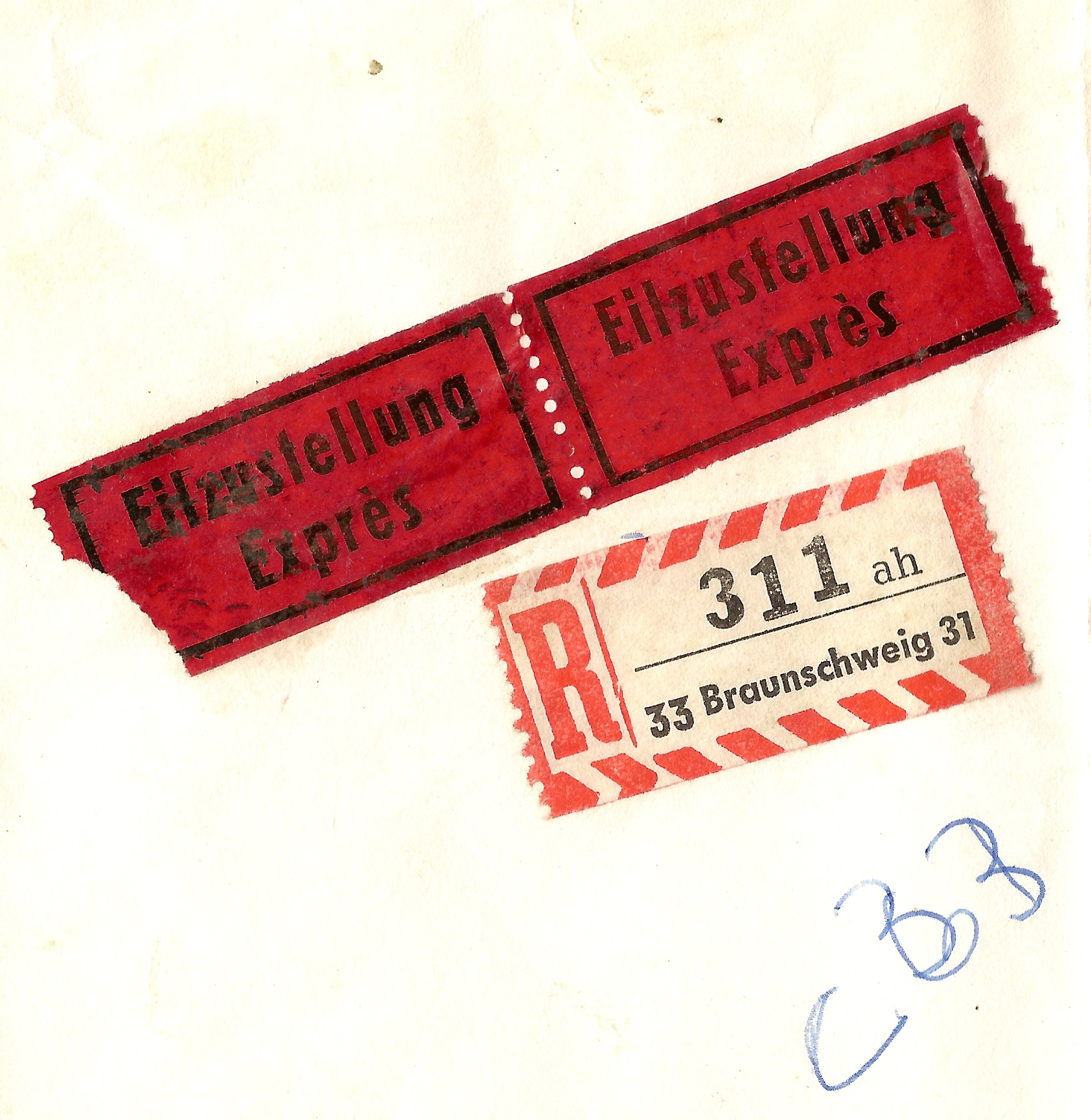
Rote Eilzustellung/Exprès-Aufkleber der Deutschen Bundespost über einem Einschreibe-Registrierzettel

Der in Deutschland erscheinende Michel-Katalog gruppiert Eilmarken bei den Frei- und Sondermarken ein, Kataloge in angloamerikanischen Raum wie Scott-Katalog oder Stanley Gibbons Katalog vergeben eine eigene Nummerierung für diese Marken.